# طاش ما طاش 1 (مسلسل)
طاش ما طاش 1، مسلسل كوميدي سعودي من إنتاج التلفزيون السعودي والعرض الأول (23 فبراير 1993 - 1 رمضان 1413).

## فريق الممثلين
من بطولة الممثلون:
- عبد الله السدحان
- ناصر القصبي
- علاء ولي الدين
- يوسف داود
- فايز المالكي
- عبد الله السناني
- مجدي القاضي
- عبد العزيز الحماد
- يوسف الجراح
- نايف خلف
- علي الزهراني
- فهد تراحيب
- نادر الهادي حمد
- محاسن عجب محمد حسان

تأليف عبد الله السدحان و ناصر القصبي وإخراج عامر الحمود.

## وصلات خارجية
صفحة المسلسل على موقع السينما